# Niccolò Melchiorre Branciforte
Niccolò Melchiorre Branciforte Rosso, conte di Mazzarino (... – 1509), è stato un nobile e politico italiano del XVI secolo.

## Biografia
Nacque presumibilmente verso la fine del XV secolo da Giovanni, VII barone di Mazzarino, e dalla di lui consorte la nobildonna Beatrice Rosso dei baroni di Cerami. Fu il primo esponente di rilievo della famiglia Branciforte, che consolidò il proprio prestigio tra la nobiltà siciliana, avendo ricoperto importanti incarichi politici.
Fu governatore di Agosta col titolo di vicario generale nel 1479 e nel 1485, strategoto di Messina nel 1504, e più volte deputato del Regno di Sicilia.
Il 21 febbraio 1507, per privilegio dato dal re Ferdinando II d'Aragona, esecutoriato il 30 maggio dell'anno medesimo, ebbe concesso il titolo di I conte di Mazzarino. Era il più ricco barone della Sicilia del suo tempo, grazie ai diecimila feudi donatigli dal Re d'Aragona, quando questi nel 1501 stipulò la pace con il Regno di Francia. Dalla madre aveva ereditato la signoria di Melilli.
Morì nel 1509.

### Matrimoni e discendenza
Il conte Niccolò Melchiorre Branciforte sposò la nobildonna Belladama Alagona Gaetani, figlia di Blasco, signore di Palazzolo, e questo matrimonio gli portò in dote la baronia di Tavi. Dall'unione nacquero cinque figli, tre maschi (Giovanni, Blasco e Antonio) e due femmine (Beatrice ed Elisabetta).